# 5766 Carmelofalco
5766 Carmelofalco este o planetă minoră (asteroid), cu un diametru de 4,812 km, din centura de asteroizi. A fost descoperită pe 29 august 1986 la Observatorul La Silla de Henri Debehogne. 
Obiectul prezintă o orbită caracterizată de o semiaxă mare de 2,3022131 UAi, o excentricitate de 0,0848057, o înclinație de 4,74403 ° în raport cu ecliptica.